# 薩拉托加鎮區 (明尼蘇達州威諾納縣)
薩拉托加鎮區（英語：Saratoga Township）是位於美國明尼蘇達州威諾納縣的一個行政鎮區，於1858年設立。

## 地方資料
薩拉托加鎮區的面積為92.58平方千米，皆為陸地。根據2020年美國人口普查的數據，當地共有人口618人，而人口密度為每平方千米6.68人。